# Syntretus planifacies
Syntretus planifacies är en stekelart som beskrevs av Sergey A. Belokobylskij 1993. Syntretus planifacies ingår i släktet Syntretus och familjen bracksteklar. Inga underarter finns listade i Catalogue of Life.